# Spring (EP)
 (novembre 2024).
Pour les articles homonymes, voir Spring.
Albums de Wallows
Nothing Happens
Spring est le premier EP du groupe de rock alternatif américain Wallows. L'EP est publié chez Atlantic Records et sort le 6 avril 2018,,.

## Contexte
Le 23 février 2018, Wallows publie le premier single de l'EP, intitulé « Pictures of Girls », avec un clip qui accompagne sa sortie le même jour. Le deuxième single de l'album, « These Days », est publié 23 mars 2018, accompagné d'un clip le 25 juin 2018. Le clip devient viral et cumule près de 30 millions de vues sur YouTube en novembre 2024. Un troisième single, "1980s Horror Film", sort le 19 septembre 2018 avec également un clip.

## Liste des pistes
Tous les morceaux sont intégralement écrits par Dylan Minnette, Cole Preston et Braeden Lemasters, sauf exception. Les auteurs supplémentaires sont indiqués sous « Auteur(s) ».
| 1.    | Ground            | 3:33 |
| 2.    | It's Only Right   | 4:34 |
| 3.    | Let The Sun In    | 3:42 |
| 4.    | These Days        | 3:24 |
| 5.    | 1980s Horror Film | 3:44 |
| 6.    | Pictures of Girls | 3:24 |
| 22:35 |                   |      |